# Oxydia unicolor
Oxydia unicolor là một loài bướm đêm trong họ Geometridae.